# Germarostes batesi
Germarostes batesi är en skalbaggsart som beskrevs av Edgar von Harold 1874. Germarostes batesi ingår i släktet Germarostes och familjen Hybosoridae. Inga underarter finns listade i Catalogue of Life.